# グイド・ヘンケル・フォン・ドナースマルク

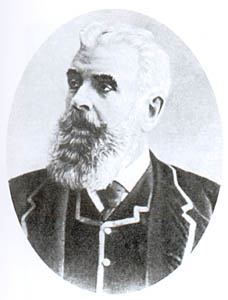
ヘンケル・フォン・ドナースマルク侯爵グイド

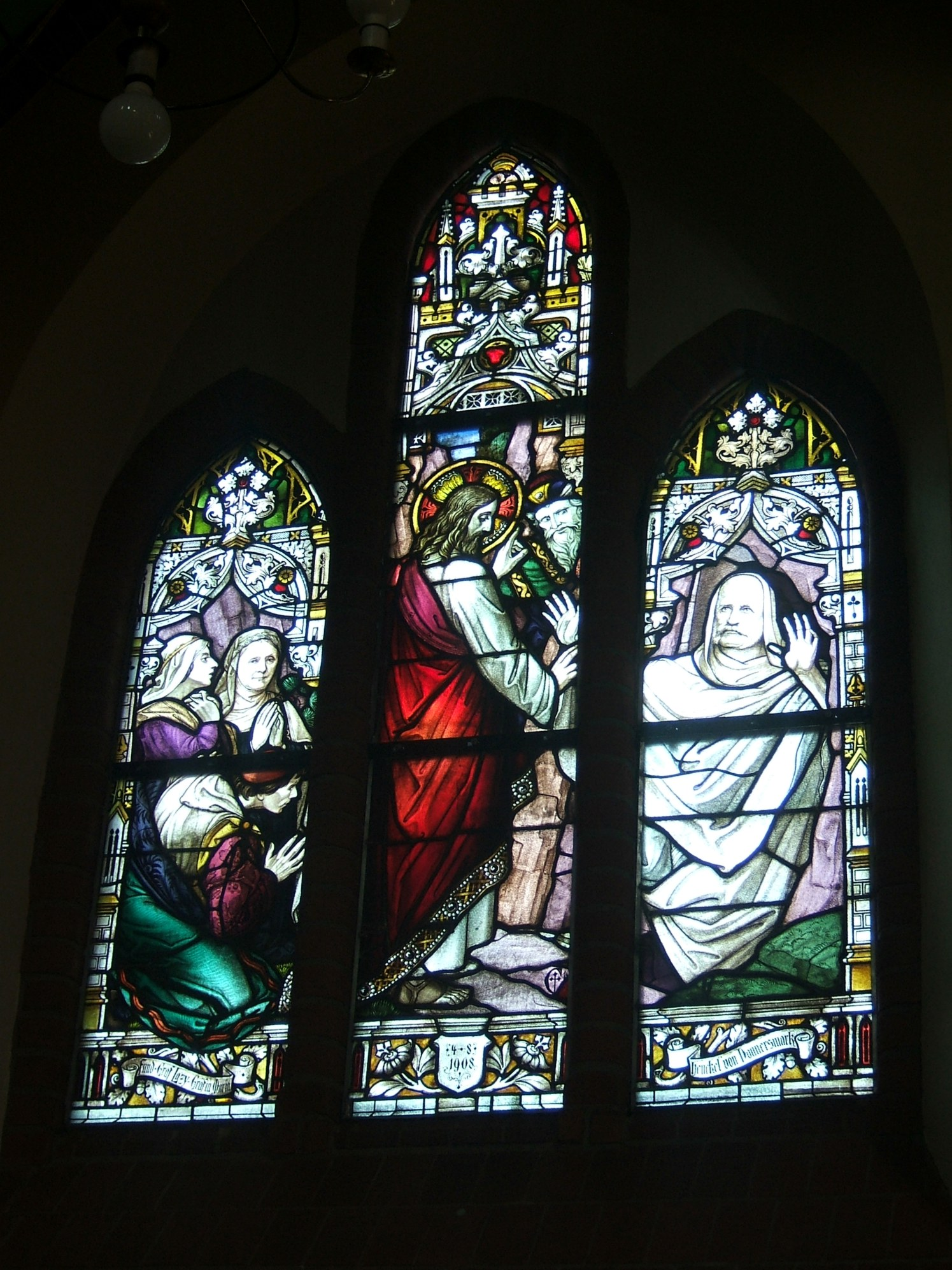
ルダ・シロンスカ郊外の聖ウァザシュ（ラザルス）教会のステンドグラスに、復活するラザロとして描かれたヘンケル・フォン・ドナースマルク侯爵（右）

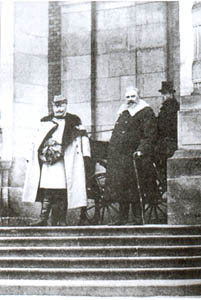
ヘンケル・フォン・ドナースマルク侯爵（右）と皇帝ヴィルヘルム2世、1900年頃

グイド・ゲオルク・フリードリヒ・エルトマン・ハインリヒ・アーダルベルト・ヘンケル・フォン・ドナースマルク（Guido Georg Friedrich Erdmann Heinrich Adelbert Graf Henckel Fürst von Donnersmarck, 1830年8月10日 ブレスラウ - 1916年12月19日 ベルリン）は、ドイツ・プロイセンの貴族、実業家。伯爵、のち侯爵。ドイツで最も成功した実業家、最も裕福な資産家の一人だった。

## 実業家
シュレージエンの大貴族ヘンケル・フォン・ドナースマルク家のタルノヴィッツ＝ノイデック系統に属するカール・ラツァルス・ヘンケル・フォン・ドナースマルク伯爵と、その妻のユーリエ・フォン・ボーレン伯爵夫人（Julie Gräfin von Bohlen, 1800年 - 1866年）の間の次男、末息子として生まれた。一族は1629年よりオーバーシュレージエンのノイデック（現在のポーランド領シロンスク県シフィエルクラニェツ）を本拠としており、東欧に広大な領地を所有していた。父伯爵は大規模な工場を経営しており、採掘場や製鉄所なども設置していた。オーバーシュレージエンはこの時期、鉱業の採掘地としての重要性を高めていた。
1848年に兄のカール・ラツァルス（1817年 - 1848年）が独身のまま死去すると、父伯爵はグイドに生前贈与の形をとってその莫大な財産を相続させた。このとき、伯爵一家は所有する鉱山群から年に約2万1000トンもの歴青炭を産出しており、これはグイドの会社による新たな鉱山の開発・借用・規模拡大に伴い、年250万トンに近い石炭産出量を誇る様になる。1853年から1857年にかけて、グイドはツァブルツェ（現在のザブジェ）にドナースマルク家の製錬所を建造させた。この製錬所はカフェテリアを備えた近代的な工場であった。グイドはまた1853年、シュヴィエントホロヴィッツ（現在のシフィエントフウォヴィツェ）のリピニ地区に設立されたシュレージエン鉱山・亜鉛株式会社の共同設立者の1人となった。
所有地の拡大も進み、木炭溶鉱炉や鋳造工場も設置された。グイドは2万7500ヘクタールの土地を有し、その土地はオーバーシュレージエンのみならず、ガリツィア（オーストリア帝冠領）やロシア帝国領ポーランドにも広がっていた。グイドは1863年、ロシア帝国領内でも鉱山を購入・開発し始めた。1868年にはモラヴィア地方のオストラウ（現在のオストラヴァ）に亜鉛の圧延工場を設置した。グイドは所有地に広がる広大な利用して、1883年にブレスラウ～クロイツブルク（現在のポーランド領オポーレ県クルチュボルク）線沿いにセルロース製造工場を設置した。彼はこのセルロースからレーヨンを製造させ、1890年代にはこうした繊維工場群をひとつの会社として統合させている。
1896年、グイドはツィープス（現在のスロヴァキア領スピシュ地方）に地所を購入し、後にはスウェーデンやベンツィン（現在のシロンスク県ベンジン）、ルール地方、フランス、サルデーニャ島にも採掘場を開発した。グイドは自分の会社で働く社員や労働者たちに非常に思いやり深い経営者で、1898年には150万金マルクの私費を投じて従業員のためのグイド基金（Guido-Stiftung）を創設した。さらに自身に関係の深い8つの都市の新しい教会建設を経済的に援助している。
1904年、グイドは中欧関税同盟の創立メンバーの1人となった。1905年にはベルリンのシャルロッテンブルク大学より、化学産業に対する功績を表して技術博士号を授与された。グイド基金（Guido-Stiftung）に関しては1910年、シュレージエンで起きた広範囲な労働者ストライキの結果、廃止されることになった。

## 私生活
1868年、グイドは実家であるノイデック城（Schloss Neudeck）に2つ目の城を建造させ始め、この城は1875年に完成を見た。このノイデックの新城（Neue Schloss）はその壮麗さから「オーバーシュレージエンのヴェルサイユ（Oberschlesisches Versailles）」と称され、グイドの新しい居城となった。同時にノイデック旧城（Alte Schloss）と城の庭園も大幅に改築・改装された。これらの居城の建築・改築には大勢の著名な建築家が関わり、グイドはドイツ帝国で最も大規模な城と庭園を持つ館の主として知られた。
1871年10月28日、グイドはパリにおいて、有名な高級娼婦のラ・パイヴァ（1819年 - 1884年）と結婚した。グイドは41歳、ラ・パイヴァの方は11歳年上の52歳だった。ラ・パイヴァは本名をテレーズ・ラフマン（Thérèse Lachmann）と言い、モスクワ・ゲットー出身のユダヤ系ポーランド人である。最初の短い結婚生活の後、ピアニストのアンリ・エルツの愛人となってエルツの娘を出産した。その後ポルトガルの大貴族ブランカ・デ・パイヴァ侯爵と再婚して侯爵夫人の称号を手にし、侯爵と早々に別居した後は「ラ・パイヴァ」の通名でパリを代表するクルティザンヌとなった。グイドはラ・パイヴァのため、シャンゼリゼ通りに豪奢な大邸宅を建てたほか、パリ北郊のポンシャルトラン城（イヴリーヌ県ジュアール＝ポンシャルトラン）を妻に買い与えた。しかし伯爵夫妻は1878年にフランス当局にスパイの嫌疑をかけられ、国外に追放された。1884年にラ・パイヴァが死ぬと、グイドは妻の死体をアルコール漬けにしてノイデック城に保管し続けた。
グイドは高齢の妻ラ・パイヴァとの間に子供を授かることは無かったが、1885年に愛人のロザリー・コールマン（Rosalie Colemann, 1835年 - 1915年）との間にオード・タウエルン（Odo Tauern, 1885年 - 1926年）という庶子をもうけたとされる。オード・タウエルンは後に民族学者となった。もっとも50歳のロザリーに出産が可能だったかどうかや、オードがニューヨーク生まれであることなど、実際の父子関係を疑う余地は大いにある。
グイドは1887年5月11日にヴィースバーデンにおいて、先妻と同じくロシア生まれのカタリーナ・スレプトウ（Katharina Slepzow, 1862年 - 1929年）と再婚し、間に2人の息子をもうけた。長男が生まれた1888年に新しくクヴァルヴィッツ（現在のドルヌィ・シロンスク県フヴァウォヴィツェ）に建てられた亜鉛製錬所に長男の名前を付けた。

## 政治的役割
1870年7月に始まった普仏戦争では、グイドは占領したメス（メッツ）の軍司令官に任じられ、同年12月に同市域に住むポーランド人の追放を命じた。1871年の戦争終結後、グイドはフランスとの和平交渉に関わる立場にあり、彼はフランス側に賠償金として50億金フランを押し付けることに成功した。この勲功の報償として、グイドは併合されたメッツの知事職を与えられた。グイドはオーバーシュレージエンのタルノヴィッツ郡（Kreis Tarnowitz）の郡議会議員、シュレージエン州議会議員、そしてプロイセン貴族院の世襲議員席を占めていた。また彼はプロイセン王国の最高勲章である黒鷲勲章をも授けられていた。また帝国宰相オットー・フォン・ビスマルク侯爵とも長い間友人関係にあった。
1901年1月18日、ドイツ皇帝ヴィルヘルム2世はドイツ国家に対するグイドの経済的、政治的な貢献を表彰して、グイドに侯爵（フュルスト）位を授けた。皇帝とグイドはすでに長い間友人関係を結んでいた。皇帝はノイデック城を称賛してたびたびこの城の賓客となり、この城の所領における狩猟をおおいに楽しんだ。ドイツで最も裕福な実業家の1人だったグイドは、皇帝政府に対してもたびたび借款を行っていた。グイドは1903年から1906年にかけ、皇帝のためにノイデック城内に皇帝用の別館を築かせた。またパリ、ベルリン、ロッタハ＝エーゲルン、レプテンにも大邸宅を有していた。
1914年に第1次世界大戦が始まった時点で、グイドの資産は2億5000万マルクと見積もられていた。グイドは戦争に経済的に協力し、ベルリン・フローナウ地区の野戦病院を私財を投じて経営、また約1000ヘクタールの私有地を供出した。これらは後にドナースマルク侯爵家財団（Fürst-Donnersmarck-Stiftung）としてまとめ上げられた。グイドは最晩年の1916年、侯爵家財団の基本金を100万金マルクから400万金マルクに増額した。そしてこの年の12月にベルリンで死去し、ノイデックの侯爵家霊廟に葬られた。86歳だった。グイドはヴェルサイユ条約により、オーバーシュレージエン東部の自らの鉱山帝国がポーランドに割譲されるのを見ないまま、世を去った。

## 子女
2番目の妻との間に、2人の嫡出の息子をもうけた。
- グイドットー・カール・ラツァルス（1888年 - 1959年） - ヘンケル・フォン・ドナースマルク侯爵
- クラフト・ラウル・パウル・アルフレート・ルートヴィヒ・グイド（1890年 - 1977年）